# Yves Barrec
Yves Barrec, né le 12 juin 1920 à Brive-la-Gaillarde dans le département de la Corrèze en France et mort en octobre 1984 dans un accident de voiture, est un écrivain et un nouvelliste français, auteur de roman policier.

## Biographie
Pendant la Seconde Guerre mondiale, il est soumis au service du travail obligatoire. 
Il se consacre tardivement à l'écriture. Ses premières nouvelles paraissent en 1972 dans Mystère magazine et son premier roman Une idée en or est publié en 1973. Son deuxième roman Sans armes ni bagages est « très influencé par Richard Stark ».

## Œuvre

### Romans
- Une idée en or, Éditions Denoël (1973)
- Sans armes ni bagages, Éditions Denoël, coll. « Super Crime-club » no 322 (1973)
- N'éveillez pas Satan !, Éditions Denoël (1980)

### Nouvelles
- Les Jumeaux, Mystère magazine no 294 (août 1972)
- Dudule, Mystère magazine no 297 (novembre 1972)
- L'Œuf de Pâques, Mystère magazine no 308 (octobre 1973)
- T'y crois-t'y, toi ?, Mystère magazine no 310 (décembre 1973)
- L'Exécution, Mystère magazine no 317 (juillet 1974)
- Rideau de fer et Lune de miel, Mystère magazine no 340 (juin 1976)
- Le Rapt de Bébert, Mystère magazine no 343 (septembre 1976)
- La Femme d'Hector, Polar hors série no 1 (août 1980)

## Sources
: document utilisé comme source pour la rédaction de cet article.
- Claude Mesplède (dir.), Dictionnaire des littératures policières, vol. 1 : A - I, Nantes, Joseph K, coll. « Temps noir », 2007, 1054 p. (ISBN 978-2-910-68644-4, OCLC 315873251)